# سید محمدحسن حسینی شیرازی
سید محمدحسن حسینی شیرازی. (به عربی: محمد حسن الحسینی الشیرازی) روحانی شیعه و فرزند سید محمدرضا شیرازی است. او سال ۱۴۱۹ (هجری قمری) در شهر قم متولد شد. او در مورد پدرش کتاب نوشت، واین کتاب به زبان عربی ترجمه شد.